# LaKeisha Lawson
LaKeisha Lawson (née le 3 juin 1987) est une athlète américaine, spécialiste des épreuves de sprint.

## Biographie
En 2014, elle remporte la médaille d'or du relais 4 × 100 mètres lors des premiers relais mondiaux de l'IAAF, à Nassau aux Bahamas, en compagnie de Tianna Bartoletta, Alexandria Anderson et Jeneba Tarmoh.

## Palmarès
| Date | Compétition               | Lieu     | Résultat | Épreuve   | Temps   |
| ---- | ------------------------- | -------- | -------- | --------- | ------- |
| 2014 | Relais mondiaux de l'IAAF | Nassau   | 1re      | 4 × 100 m | 41 s 88 |
| 2015 | Jeux panaméricains        | Toronto  | 1re      | 4 x 100 m | 42 s 58 |
| 2015 | Championnats NACAC        | San José | 1re      | 4 x 100 m | 42 s 24 |

## Records
| Épreuve | Performance | Lieu   | Date         |
| ------- | ----------- | ------ | ------------ |
| 100 m   | 11 s 06     | Eugene | 25 juin 2015 |